# 後期三畳紀
| 累代        | 代     | 紀       | 世           | 期                     | 基底年代 Mya |
| ----------- | ------ | -------- | ------------ | ---------------------- | ------------ |
| 顕生代      | 新生代 | 新生代   | 新生代       |                        | 66           |
| 顕生代      | 中生代 | 白亜紀   | 後期白亜紀   | マーストリヒチアン     | 72.1         |
| 顕生代      | 中生代 | 白亜紀   | 後期白亜紀   | カンパニアン           | 83.6         |
| 顕生代      | 中生代 | 白亜紀   | 後期白亜紀   | サントニアン           | 86.3         |
| 顕生代      | 中生代 | 白亜紀   | 後期白亜紀   | コニアシアン           | 89.8         |
| 顕生代      | 中生代 | 白亜紀   | 後期白亜紀   | チューロニアン         | 93.9         |
| 顕生代      | 中生代 | 白亜紀   | 後期白亜紀   | セノマニアン           | 100.5        |
| 顕生代      | 中生代 | 白亜紀   | 前期白亜紀   | アルビアン             | 113          |
| 顕生代      | 中生代 | 白亜紀   | 前期白亜紀   | アプチアン             | 125          |
| 顕生代      | 中生代 | 白亜紀   | 前期白亜紀   | バレミアン             | 129.4        |
| 顕生代      | 中生代 | 白亜紀   | 前期白亜紀   | オーテリビアン         | 132.9        |
| 顕生代      | 中生代 | 白亜紀   | 前期白亜紀   | バランギニアン         | 139.8        |
| 顕生代      | 中生代 | 白亜紀   | 前期白亜紀   | ベリアシアン           | 145          |
| 顕生代      | 中生代 | ジュラ紀 | 後期ジュラ紀 | チトニアン             | 152.1        |
| 顕生代      | 中生代 | ジュラ紀 | 後期ジュラ紀 | キンメリッジアン       | 157.3        |
| 顕生代      | 中生代 | ジュラ紀 | 後期ジュラ紀 | オックスフォーディアン | 163.5        |
| 顕生代      | 中生代 | ジュラ紀 | 中期ジュラ紀 | カロビアン             | 166.1        |
| 顕生代      | 中生代 | ジュラ紀 | 中期ジュラ紀 | バトニアン             | 168.3        |
| 顕生代      | 中生代 | ジュラ紀 | 中期ジュラ紀 | バッジョシアン         | 170.3        |
| 顕生代      | 中生代 | ジュラ紀 | 中期ジュラ紀 | アーレニアン           | 174.1        |
| 顕生代      | 中生代 | ジュラ紀 | 前期ジュラ紀 | トアルシアン           | 182.7        |
| 顕生代      | 中生代 | ジュラ紀 | 前期ジュラ紀 | プリンスバッキアン     | 190.8        |
| 顕生代      | 中生代 | ジュラ紀 | 前期ジュラ紀 | シネムーリアン         | 199.3        |
| 顕生代      | 中生代 | ジュラ紀 | 前期ジュラ紀 | ヘッタンギアン         | 201.3        |
| 顕生代      | 中生代 | 三畳紀   | 後期三畳紀   | レーティアン           | 208.5        |
| 顕生代      | 中生代 | 三畳紀   | 後期三畳紀   | ノーリアン             | 227          |
| 顕生代      | 中生代 | 三畳紀   | 後期三畳紀   | カーニアン             | 237          |
| 顕生代      | 中生代 | 三畳紀   | 中期三畳紀   | ラディニアン           | 242          |
| 顕生代      | 中生代 | 三畳紀   | 中期三畳紀   | アニシアン             | 247.2        |
| 顕生代      | 中生代 | 三畳紀   | 前期三畳紀   | オレネキアン           | 251.2        |
| 顕生代      | 中生代 | 三畳紀   | 前期三畳紀   | インドゥアン           | 251.902      |
| 顕生代      | 古生代 | 古生代   | 古生代       |                        | 541          |
| 原生代      | 原生代 | 原生代   | 原生代       |                        | 2500         |
| 太古代      | 太古代 | 太古代   | 太古代       |                        | 4000         |
| 冥王代      | 冥王代 | 冥王代   | 冥王代       |                        | 4600         |
| 1. 2. 3. 4. |        |          |              |                        |              |

後期三畳紀（こうきさんじょうき、英：Late Triassic）は、約2億3700万年前から2億130万年（誤差20万年）前にあたる、中生代三畳紀を三分したうちの最後の地質時代。レーティアン、ノーリアン、カーニアンの3つの期に区分される。

## 地理と環境

約2億2000万年前（ノーリアン期）の大陸配置

当時はパンゲア大陸が存在しており、全ての大陸が陸続きになっていた。そのため当時の陸上動物相は地域ごとの差異が小さい、すなわち固有性が低い状態にあった。また、地殻運動が活発でなかったため大陸には山脈や内海が少なく、広大な大陸には主に砂漠が広がっていた。森林も存在はしたが、造山運動や気候帯の影響で雨や地下水に恵まれる限られた地域のみであった。中期 - 後期三畳紀は前期三畳紀と比較して気温が低下したものの、それでも平均地球気温は約25℃と高温であり、当時の陸上動物は乾燥気候への適応を余儀なくされた。
ただし、カーニアン期にはカーニアン多雨事象が起き、それまで乾燥していた気候が200万年間ほど急激に湿潤化した。この原因は前期カーニアン期で発生した火山活動と考えられており、その候補には北アメリカのランゲリア洪水玄武岩と日本の三宝帯やロシアのタウハ帯をなす玄武岩が挙げられている。この火山活動が気候に影響を及ぼして海洋無酸素事変やカーニアン多雨事象を導いたと推測されている。多雨事象の間に恐竜は爆発的に多様性を増し、獣弓類からは哺乳類が誕生した。
レーティアン期の末、すなわち三畳紀末には顕生代の五大大量絶滅の一つに数えられる三畳紀末の大量絶滅が起きた。この絶滅事変で単弓類の獣弓類と双弓類の主竜類（ただしカメ・ワニ・翼竜・恐竜を除く）は大きく打撃を受けた。この原因には隕石衝突説のほか、パンゲアのプレート運動によるマグマの大規模噴出、すなわち火山活動が挙げられている。なお、後期三畳紀に巨大隕石衝突の痕跡があるのは事実であるが、カナダ東部に位置する衝突クレーターはT-J境界よりも前の時代のものであり、むしろ約2億1500万年前（ノーリアン期）の海洋生物の絶滅事変に関わっているという見解もある。

## 動物相

### 陸上

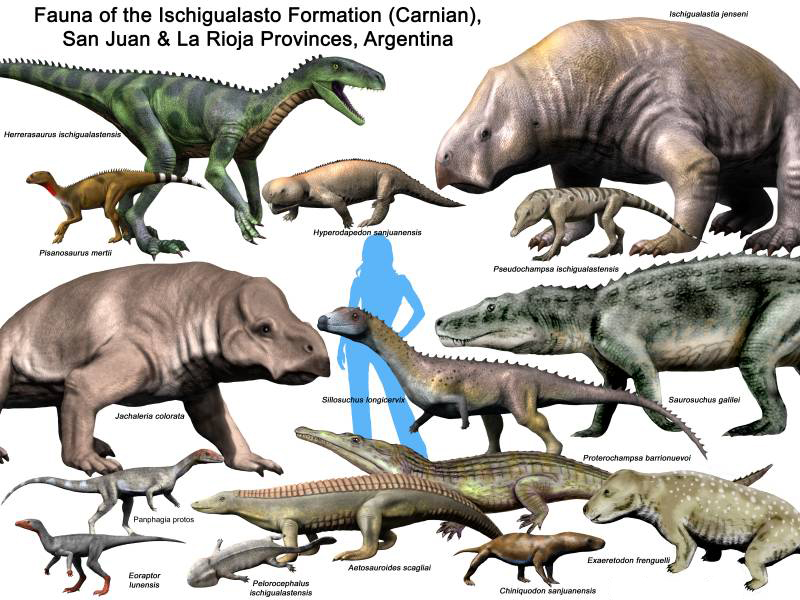
イスキガラスト累層の動物相

中期三畳紀に出現した恐竜様類は恐竜だけを残してノーリアン期に絶滅した。恐竜は南アメリカ付近で出現した。当時の恐竜は陸上動物相における支配的な存在ではなく、他の主竜類（偽鰐類・植竜類）や単弓類の獣弓類、両生類の分椎目も動物相の構成要素であった。また恐竜とほぼ同時期に翼竜が出現し、また獣弓類から哺乳類が出現した。
約2億3000万年前（カーニアン期）にあたるアルゼンチンのイスキガラスト累層からはヘレラサウルスとエオラプトルの化石が産出しており、これらが最初期の恐竜とされている。なお、ヘレラサウルスの仲間は後期三畳紀のうちに絶滅しているが、グレゴリー・ポールはその理由を有酸素運動能力が低く他の競争相手に敗れたことに求めている。約2億3000万年前–2億2500万年前のブラジルの地層からもサトゥルナリアが産出している。サトゥルナリアは竜脚形類に属し、後期三畳紀の竜脚形類は南アメリカとアフリカ南部で化石が多産することから、竜脚形類はパンゲア大陸の南部で誕生したとされる。新竜脚類も含めて古竜脚類は後期三畳紀に出現し、パンゲア大陸を通ってアジアや南極にも分布を広げた。竜脚類も種数・個体数こそ乏しかったものの、古竜脚類と同様のルートを通って分布を広げたようで、イギリス（ヨーロッパ）やタイ王国北東部（アジア）で報告されている。イギリスの化石は断片的であるため竜脚類の可能性があるという程度に留まっているが、タイの化石はイサノサウルスと記載・命名されている。なお古竜脚類と同時期に、ヘレラサウルス類よりも派生的な獣脚類も出現した。この頃の獣脚類には大型の靭帯と初期の気嚢があり、高い有酸素運動性と体温調節能力があったと考えられている。
後期三畳紀はワニ形上目以外の偽鰐類が生息していた最後の時代であった。この時代には、直立四足歩行のオルニトスクス科や、オルニトミモサウルス類との収斂進化を遂げたポポサルス上科、ティラノサウルス上科と類似した頭骨を持つラウイスクス類、四足歩行で植物食性のアエトサウルス目がいた。これらのグループはT-J境界かそれ以前に絶滅を迎えた。ワニ形上目は約2億2000万年前に出現しており、当時の地層であるチンリ層からヘスペロスクスが発見されている。基盤的なワニ形上目ではヘスペロスクスの他にスフェノスクス類がおり、シュードヘスペロスクスが知られている。また、ワニ形上目からCrocodyliformesというより派生的な段階の系統群が出現した。Crocodyliformes は現生のワニも含むグループであるが、後期三畳紀に生息していたものはプロトスクスのように原鰐類とされる基盤的な属種であった。なお、原鰐類は2013年時点で単系統群とはみなされていない。

### 海中
浮遊性の石灰質プランクトンや現代型の造礁サンゴはカーニアン期に出現した。後期三畳紀最末期にあたる2億500万年前（レーティアン期）の地層からは最古の首長竜であるラエティコサウルスの化石が産出しているが、既に典型的な首長竜としての特徴が揃っていることから、陸棲爬虫類から進化したばかりのより基盤的な首長竜の祖先はこれ以前の時代に出現していたことが確実視されている。また、ラエティコサウルスの骨組織には恒温動物の特徴が確認されている。魚竜では大型のグループであるシャスタサウルス科が絶滅した一方、パルヴィペルヴィア類と呼ばれる新たな系統が登場した。パルヴィペルヴィア類はオフタルモサウルス科などを内包する系統群で、後期白亜紀の初頭まで生き延びた。
約2億1500万年前（ノーリアン期）にはアンモナイトや放散虫およびコノドントが大規模な絶滅事変を経験した。これは同時期に衝突した先述の直径3.3–7.8 km（キロメートル）の巨大隕石の影響と見られている。隕石衝突から数万年間は海洋の基礎生産が極端に低下し、また基礎生産が回復しても30万年間は放散虫の生産量が回復せず、さらに回復後には放散虫群集の大規模な入れ替わりが起きていた。

## 植物相
湿潤な地域にはトクサ綱や木生シダなどが、乾燥地域にも雨季を利用して他の大葉シダ植物が繁茂した。大葉シダ植物はこの時代までに、古い順にゼンマイ科、コケシノブ科、ウラジロ科、ヤブレガサウラボシ科、フサシダ科、水生シダ類（サンショウモ目）、木生シダ類（タカワラビ科などのヘゴ目）、ウラボシ目が分化していた。
裸子植物ではベネチテス目（キカデオイデア目）が出現した。湿潤地域ではベネチテス目とイチョウ目が代表的であった。特に南アフリカのカルー盆地に分布するモルテノ層（2億2000万年前）に多数のイチョウ類化石が見つかっている。また、当時の植物としては球果植物（針葉樹類）が最も優勢であった。シダ種子類の一つ、メズロサ類は主に後期石炭紀に見られるが、一部はP-T境界の大量絶滅を乗り越え、後期三畳紀（アリゾナ州チンレ層）に最後の葉化石の記録が知られる。
被子植物はまだ登場していなかったと考えられている。後期三畳紀のサンミグエリア Sanmiguelia やフルクラ Furcula は被子植物と比較されたが、確実に被子植物といえる形質を欠く。

### 著名な植物群
後期三畳紀末のレーティアン期から前期ジュラ紀（ライアス世）にかけては汎世界的にレート＝ライアス植物群 (Rhaeto-Liassic flora) が分布する。シダ類のマトニア科、ヤブレガサウラボシ科が多くみられ、ベネチテス類のウィーランジエラ Wielandiella、ウィリアムソニエラ Williamsoniella、ニルソニア目のニルソニア Nilssonia、針葉樹類のポドザミテス Podozamites などが主な要素として産出する。
日本では、山口県の美祢層群から大嶺植物群（美祢植物群）、岡山県の成羽層群から成羽植物群と呼ばれる後期三畳紀の植物化石が産出し、アジアを代表する三畳紀植物群として知られる。これは現在の日本列島を構成する地質構造の上に生えていた植物化石の中で初めてのものである。成羽植物群はこれまでに114種38新種が記載されている。小葉植物は見つかっていないが、この時代までに分化していた大葉シダ植物のうちコケシノブ科と水生シダ以外の全ての分類群が産出している。